# Puchar Polski (okręg Skoczów) w piłce nożnej mężczyzn (2021/2022)
W sezonie 2021/2022 Puchar Polski na szczeblu okręgowym w okręgu Skoczów składał się z 5 rund, w których wzięło udział zespoły z okręgu żabieńskiego. Rozgrywki miały na celu wyłonienie zdobywcy Okręgowego Pucharu Polski w okręgu Skoczów i uczestnictwo w rozgrywkach szczebla regionalnego woj. śląskiego.

## Uczestnicy
| IV liga         | klasa okręgowa | klasa A | klasa B                            |
| --------------- | --- | --- | ---------------------------------- |
| - Kuźnia Ustroń | - Spójnia Zebrzydowice - Tempo Puńców - LKS Pogórze - Beskid 09 Skoczów - WSS Wisła - CKS Piast Cieszyn - Wisła Strumień - Błyskawica Drogomyśl | - Olza Pogwizdów - Strażak Dębowiec - Iskra Iskrzyczyn - Góral Istebna - LKS Kończyce Małe - Błękitni Pierściec | - Cukrownik Chybie - LKS Ochaby 96 |

## I runda
Mecze I rundy odbyły się w dniach 7-8 sierpnia 2021 roku. Cukrownik Chybie otrzymał wolny los.
| 7 sierpnia 2021 | Olza Pogwizdów   | 1:6   | Spójnia Zebrzydowice                                                                                        |  |
| 17:00           | 2' Tomasz Pinkas | (1:3) | 10', 63' Grzegorz Kopiec · 21', 54' Piotr Pastuszak · 28' (sam.) Leszek Banot · 51' (sam.) Marek Wawrzyczek |  |

| 7 sierpnia 2021 | Strażak Dębowiec | 0:6   | Tempo Puńców                                                                               |  |
| 17:00           |                  | (0:5) | 8' Tomasz Stasiak · 19' Dawid Okraska · 28' Michał Tobiasz · 34', 45', 85' Jakub Legierski |  |

| 7 sierpnia 2021 | Iskra Iskrzyczyn | 3:0 (wo.) | WSS Wisła |  |
| 17:00           |                  |           |           |  |

| 7 sierpnia 2021 | Wisła Strumień | 0:2   | Kuźnia Ustroń                             |  |
| 17:00           |                | (0:1) | 35' Dawid Haratyk · 80' Michał Pietraczyk |  |

| 7 sierpnia 2021 | Góral Istebna                                                                                            | 5:1   | LKS Kończyce Małe  |  |
| 17:00           | 39' Antoni Kukuczka · 41' Jakub Michałek · 43' Andrzej Łacek · 55' Mirosław Łacek · 86' Mateusz Krężelok | (3:0) | 88' Dominik Tomica |  |

| 8 sierpnia 2021 | Błękitni Pierściec                     | 2:5   | Błyskawica Drogomyśl                                                                         |  |
| 11:00           | 86' Daniel Jaworski · 87' Daniel Łagan | (0:2) | 30' Krzysztof Koczur · 33', 80' Mateusz Bawoł · 67' Marcin Jasiński · 90' Łukasz Góraczewski |  |

| 8 sierpnia 2021 | LKS Pogórze            | 1:5   | Beskid 09 Skoczów                                                     |  |
| 15:00           | 45' Sebastian Juroszek | (1:3) | 25', 80' Kamil Janik · 31' Michał Szczyrba · 41', 59' Marcin Jaworzyn |  |

| 8 sierpnia 2021 | LKS Ochaby 96 | 0:4   | CKS Piast Cieszyn                                              |  |
| 17:00           |               | (0:2) | 26' Paweł Seremak · 31' Alan Szurman · 54', 80' Michał Górniak |  |

## II runda
W II rundzie odbył się tylko jeden mecz, który odbył się 8 września 2021 roku. Pozostali uczestnicy 1/4 finału otrzymali w II rundzie wolny los.
| 8 września 2021 | Tempo Puńców                           | 2:0   | CKS Piast Cieszyn |  |
| 16:30           | 27' Dawid Okraska · 54' Tomasz Stasiak | (1:0) |                   |  |

## 1/4 finału
Mecze ćwierćfinałowe odbyły się 8 i 14 września 2021 roku.
| 8 września 2021 | Góral Istebna                          | 2:2 k. 2:4    | Beskid 09 Skoczów     |  |
| 17:00           | 15' Eliasz Suszka · 30' Mirosław Łacek | (2:2, k. 2:4) | 10', 45' Michał Grześ |  |

| 8 września 2021 | Cukrownik Chybie | 0:3 (wo.) | Iskra Iskrzyczyn |  |
| 17:00           |                  |           |                  |  |

| 14 września 2021 | Tempo Puńców                            | 2:0   | Spójnia Zebrzydowice |  |
| 16:30            | 25' Dawid Okraska · 85' Jakub Legierski | (1:0) |                      |  |

| 14 września 2021 | Błyskawica Drogomyśl | 1:3   | Kuźnia Ustroń                                                |  |
| 16:30            | 30' Marcin Jasiński  | (1:0) | 70' Michał Pietraczyk · 78' Tomasz Gomola · 90' Konrad Kuder |  |

## 1/2 finału
Mecze półfinałowe odbyły się 29 września 2021 roku.
| 29 września 2021 | Tempo Puńców | 0:0 k. 5:4    | Kuźnia Ustroń |  |
| 16:00            |              | (0:0, k. 5:4) |               |  |

| 29 września 2021 | Iskra Iskrzyczyn | 0:5   | Beskid 09 Skoczów                                                                |  |
| 16:00            |                  | (0:2) | 2', 5' Dawid Jaworski · 63' Kamil Janik · 65' Jakub Krucek · 70' Damian Szczęsny |  |

## Finał
Mecz finałowy miał się odbyć 21 listopada 2021 roku. W nich Tempo Puńców miało zmierzyć się z Beskidem 09 Skoczów. Ostatecznie jednak goście ze Skoczowa zrezygnowali z wyjazdu, dzięki czemu Tempo Puńców wygrało walkowerem finał i całe rozgrywki Pucharu Polski na szczeblu okręgu Skoczów. Klub uzyskał tym samym możliwość gry w rozgrywkach szczebla regionalnego woj. śląskiego.
| 21 listopada 2021 | Tempo Puńców | 3:0 (wo.) | Beskid 09 Skoczów |  |
| 13:00             |              |           |                   |  |